# Sveriges Fartygsbefälsförening
Sveriges Fartygsbefälsförening (SFBF) var i över 100 år ett aktivt svenskt fackförbund, Det bildades 1907 och organiserade från början befälhavare, styrmän senare även radiotelegrafister, intendenturtjänstemän och maskinbefäl. SFBF har 1945 tillhört TCO. Under perioden 1986–1996 var SFBF ansluten till SALF som en självständig förening och från 1997 gick föreningnen in i SACO.  2012 började samarbetet med Sjöbefälsföreningen, först inom Ledarna, men när Sjöbefälsföreningen fick inträde i SACO blev föreningen åter en del av SACO-familjen. Från september 2012 är föreningens namn Sjöbefälsföreningen Offentliganställda. Kongressen i september 2012 hölls tillsammans med Sjöbefälsföreningen (tidigare Sjöbefälsförbundet, och ännu tidigare Svenska maskinbefälsförbundet). Därefter har Sjöbefälsföreningen Offentliganställda (SBF-O) och Sjöbefälsföreningen (SBF) gemensamma styrelsemöten, presidiemöten och kongresser. 

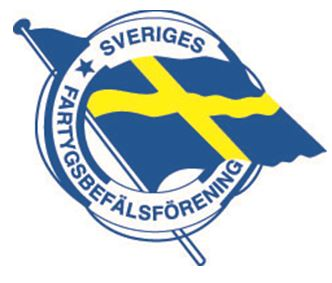
SFBFs logga, finns numera bara på jubileumsböckerna och i Nautisk tidskrift.

Sjöbefälsföreningen är den gemensamma webbplatsen för SBF och SBFO, där finns aktuell information och Sveriges enda fackförening för sjöbefäl, där finns även länk till Tidskriften Sjöbefälen.
Föreningar som anslutit sig till Sveriges Fartygsbefälsförening :
Inrikessjöfartens Befälsförening (IBF), som bildats 1942 byggde liksom SFBF på äldre regionala organisationer, t.ex. Kanalflottans rederiförening från 1915. Föreningen bestod av sjöbefäl som inte hade behörighet att segla på oceanerna. 
Sedan IBF anslutit sig påbörjades även från 1944 sonderingar om att få med telegrafisterna och piloterna. Även här hade ett närmande i fråga om arbete skett. Flera telegrafister hade tagit anställning inom flyget och på fartygen fullgjorde i en del fall befälhavare och styrmän telegrafistens uppgifter. Sedan flyget under efterkrigstiden lagt oceanerna under sig framstod gruppernas intressen som tämligen lika.
Sveriges Radiotelegrafistförening (SRF) bildades 1919, men även här fanns äldre regionala föreningar. Dess förste ordförande var Henry Åkesson 1919–1928 och han ersattes 1928–1944 av Oscar Lindahl. 1944 anslöt sig så SRF och pilotföreningen till SFBF. De var vid inträdet små föreningar. SRF hade 87 st. 1944 och pilotföreningen 72. Precis som IBF förblev de egna föreningar, med säte och stämma i centralstyrelsen. Piloterna gick emellertid 1954 ur SFBF för att i stället med sina danska och norska kollegor bilda en gemensam skandinavisk förening. 1954 upphörde även IBF och SRF som egna föreningar och i stället kom SFBF att bestå av sektioner: utrikes, inrikes och telegrafister. Därefter dröjde det fram till 1970 innan någon större förändring kom. Då anslöt sig Svenska Stewardföreningen, bildad 1916, till SFBF och kom att utgöra en egen sektion: intendenturen.